# Woe, Is Me
Gli Woe, Is Me sono stati un gruppo musicale statunitense formatosi nel 2009 ad Atlanta, Georgia, e scioltosi nel 2013.

## Storia del gruppo
Formatosi nel 2009, il gruppo ha ottenuto un contratto discografico con la Velocity Records (etichetta sussidiaria della Rise Records) ancora prima di esibirsi nel suo primo concerto ufficiale. L'album di debutto, Number(s), viene pubblicato il 31 agosto 2010, ed entra alla posizione numero 16 della Top Heatseekers di Billboard. Il secondo album Genesi[s], uscito il 20 novembre 2012, arriva al 167º posto della Billboard 200. A quest'album fa seguito la pubblicazione dell'EP American Dream, prodotto da Tom Denney e uscito nel 2013. Nonostante avessero annunciato di voler entrare in studio in ottobre per registrare un nuovo album sempre con Denney, nel settembre 2013 arriva la notizia che gli Woe, Is Me si sono ufficialmente sciolti, dopo essersi trovati nuovamente senza cantante dopo l'abbandono della formazione da parte di Hance Alligood.

## Formazione

### Ultima
- Hance Alligood – voce melodica (2011-2013)
- Doriano Magliano – voce death (2012-2013)
- Andrew Paiano – chitarra solista (2011-2013)
- Kevin Hanson – chitarra ritmica (2009-2013)
- Brian Medley – basso (2012-2013)
- David Angle – batteria, percussioni (2013)

### Ex componenti
- Tim Sherrill – chitarra solista (2009-2010)
- Geoffrey Higgins – chitarra solista (2011)
- Tyler Carter – voce melodica (2009-2011)
- Michael Bohn – voce death (2009-2012)
- Ben Ferris – tastiera, voce death (2009-2012)
- Cory Ferris – basso (2009-2012)
- Austin Thornton – batteria, percussioni (2009-2012)

## Discografia

### Album in studio
| Anno | Titolo    | Etichetta        | Classifiche | Classifiche | Classifiche |
| Anno | Titolo    | Etichetta        | US          | US Indie    | US Heat     |
| ---- | --------- | ---------------- | ----------- | ----------- | ----------- |
| 2010 | Number(s) | Velocity Records | —           | —           | 16          |
| 2012 | Genesi[s] | Velocity Records | 167         | 9           | 2           |

### EP
| Anno | Titolo         | Etichetta    | Classifiche | Classifiche | Classifiche |
| Anno | Titolo         | Etichetta    | US          | US Indie    | US Heat     |
| ---- | -------------- | ------------ | ----------- | ----------- | ----------- |
| 2013 | American Dream | Rise Records | 133         | 29          | 4           |

### Apparizioni in compilation
- 2011 – Punk Goes X

## Videografia

### Video musicali
- 2010 – [&] Delinquents
- 2011 – Vengeance
- 2013 – A Story to Tell